# Platymantis parkeri
Platymantis parkeri és una espècie de granota que viu a Papua Nova Guinea.